# Clackamas Town Center pályaudvar
A Clackamas Town Center pályaudvar átszállópont az Oregon állambeli Happy Valleyben, ahol a TriMet autóbuszai, valamint a Metropolitan Area Express zöld vonala között lehet átszállni.
Az eredetileg 1981-ben megnyílt, majd 2009-ben áthelyezett állomás a Clackamas Town Center bevásárlóközpont mellett, az Interstate 205 mentén helyezkedik el.

## Történet

### Az eredeti állomás

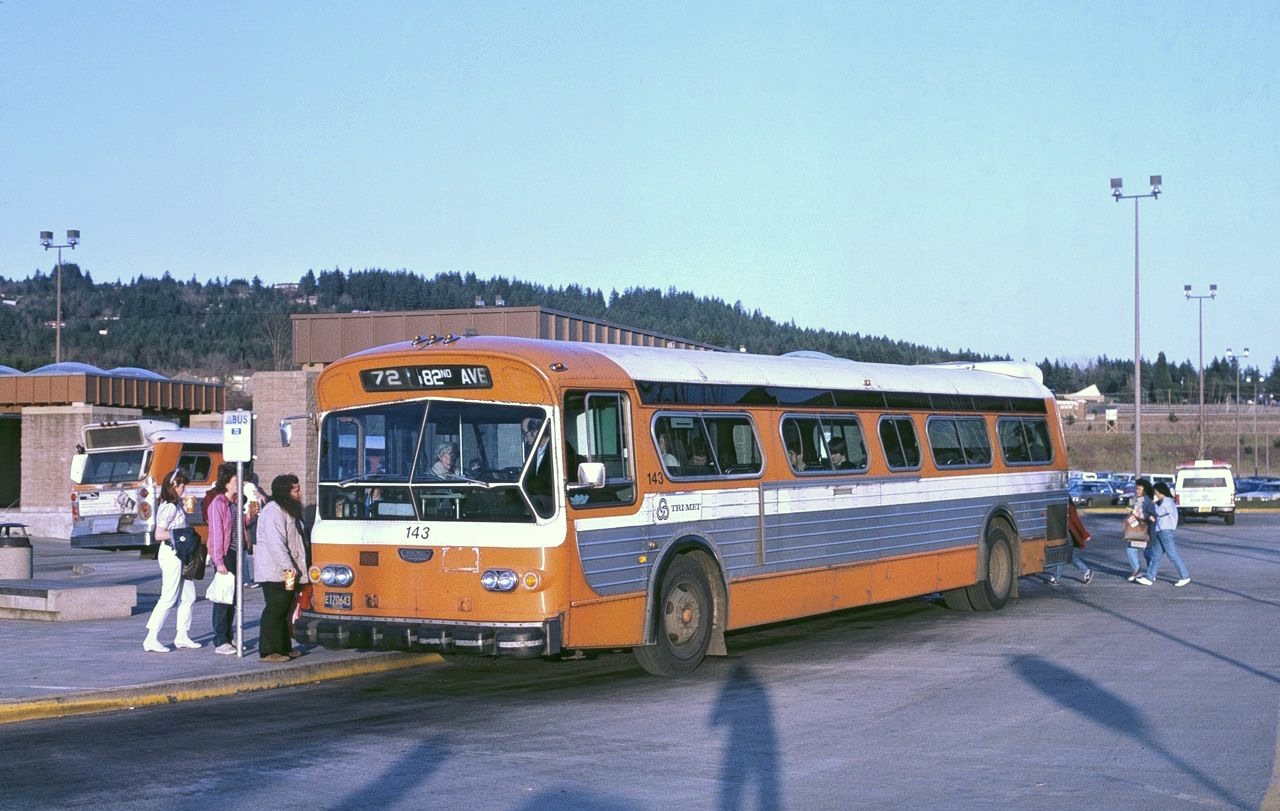
72-es autóbusz 1985-ben

Az eredeti buszpályaudvar 1981-ben nyílt meg a bevásárlóközponttól északra, a mozi és a Meier & Frank üzlete mellett. A buszközlekedés június 14-én indult meg, de az utasforgalmi létesítmények ekkorra még nem készültek el. Az év őszén készült el, és november 22-én adták át a szigetperont és az ott emelt esőbeállót, ahol vonalanként egy megállót jelöltek ki.
Az állomás megépítésére 350 000 dollárt a szövetségi városi tömegközlekedési hivatal, 90 000 dollárt pedig a bevásárlóközpontot birtokló The Hahn Company biztosított. A szövetségi forrásból 90 000 dollárt a bevásárlóközponttól keletre, a mai villamosperonoknál kijelölt P+R parkolóra, illetve a Sunnyside út felé épített autóbusz-kihajtóra fordítottak. A pályaudvarról eredetileg három autóbuszvonal (72, 76 és 78) járatai indultak, de később bővítették a szolgáltatást (például 1982-ben a 79-es elindításával). 1985-ben a 31-es és 71-es buszok útvonalát is módosították; később a 78-as száma 28-asra változott, a 76-ost a 29-es váltotta, valamint a 31-es vonalvezetése is módosult.

### Áthelyezés
A bevásárlóközpont bővítése miatt az autóbusz-állomást 2006 júniusában keletebbre helyezték, 2007 júniusában pedig egy „végleges” kialakítást hoztak létre, ahol már csak a 31-es busz megállója volt a pályaudvaron, a mozi mellett. A MAX zöld vonalának meghosszabbításához ekkor biztosították a szükséges forrásokat.

### Az új állomás
Az új pályaudvar 2009. szeptember 12-én nyílt meg; a villamosmegállót szigetperonosan alakították ki, a szomszédos P+R parkoló pedig három szinten 750 férőhelyet biztosít. Az állomás felé vezető jobb oldalon az állomáson túlnyúló tárolóvágányt létesítettek.

## Autóbuszok
- 29 – Lake/Wester Rd (►Milwaukie City Center)[6]
- 30 – Estacada (►Pioneer Square)[7]
- 33 – McLoughlin/King Rd (►Clackamas Community College Park & Ride)[8]
- 34 – Linwood/River Rd (►Oregon City Transit Center)[9]
- 71 – 60th Ave (►Parkrose/Sumner Transit Center)[10]
- 72 – Killingsworth/82nd (►Dry Dock)[11]
- 79 – Clackamas/Oregon City (►Oregon City Transit Center)[12]
- 152 – Milwaukie (►Milwaukie City Center)[13]
- 155 – Sunnyside (►Misty Road)[14]
- 156 – Mather Rd (►Hines Road)[15]

| Előző állomás                     |  | Metropolitan Area Express |  | Következő állomás |
| --------------------------------- |  | ------------------------- |  | ----------------- |
| SE Fuller Rdtovább PSU South felé |  | Zöld vonal                |  | végállomás        |

## Fordítás
- Ez a szócikk részben vagy egészben  a   Clackamas Town Center Transit Center című angol Wikipédia-szócikk ezen változatának fordításán alapul.  Az eredeti cikk szerkesztőit annak laptörténete sorolja fel. Ez a jelzés csupán a megfogalmazás eredetét és a szerzői jogokat jelzi, nem szolgál a cikkben szereplő információk forrásmegjelöléseként.